# Cordulephya
Cordulephya – rodzaj ważek z rodziny Synthemistidae.
Do rodzaju należą następujące gatunki:
- Cordulephya bidens
- Cordulephya divergens
- Cordulephya montana
- Cordulephya pygmaea